# Phalaenopsis corningiana
Phalaenopsis corningiana (возможные русские названия Фаленопсис Корнинга, или Фаленопсис корнингиана) — эпифитное травянистое моноподиальное растение семейства Орхидные (Orchidaceae).
Вид не имеет устоявшегося русского названия, в русскоязычных источниках обычно используется научное название Phalaenopsis corningiana.

## Синонимы
- Phalaenopsis cumingiana Rchb. f. 1881
- Phalaenopsis sumatrana var sanguinea Korth. & Rchb. f. 1860
- Polychilos corningiana (Rchb. f.) Shim 1982

## Биологическое описание
Стебель укороченный, полностью скрыт основаниями листьев. Цветонос длиннее листьев, многолетний. Цветы плотной текстуры, звездчатые, обладают сладким ароматом, 5—6 см в диаметре. Сепалии и петалии зеленовато-желтоватые или кремового цвета с тёмно-коричневыми или красноватыми сливающимися полосками, губа малиновая или карминного цвета у основания и в центре, по краям белая.
От Phalaenopsis sumatrana отличается деталями строения губы и ароматом.
Сезон цветения — лето.

## Ареал, экологические особенности
Калимантан (Борнео).
Эпифит, реже литофит. Встречался в 3—6 метрах от земли на невысоких, покрытых мхом деревьях и на известняковых скалах близ водных потоков, на высотах от 450 до 600 м над уровнем моря.
В природе этот вид круглый год растет при дневных температурах 27—30 °C и ночных: 20 °C и относительной влажности воздуха 80—88 %. Количество осадков в местах естественного произрастания — от 180 до 400 мм.
В настоящее время[когда?] считается полностью исчезнувшим в дикой природе.

## История
Назван в честь Эраста Корнинга (в некоторых источниках приводится имя Эразм, а не Эраст), американского коллекционера орхидей. Название утвердили по просьбе Гарри Вейтча, для которого Э. Корнинг был постоянным клиентом.

## В культуре
Вместе с фаленопсисом фиолетовым (Phalaenopsis violacea), Phalaenopsis mariae и фаленопсисом Люддеманна (Phalaenopsis lueddemanniana) это один из видов с самым приятным ароматом цветов.
Температурная группа — тёплая.
Относительная влажность воздуха 50—80 %. В природе ночная конденсация обильно покрывает всё растение. В культуре рекомендуется использовать увлажнитель воздуха.
Отцветший цветонос отрезать не следует, так как, наращивая его, растение цветёт несколько лет.
Требования к освещению: 800—1200 FC, 8608—12912 lx.
Дополнительная информация о агротехнике — в статье Фаленопсис.

## Некоторые первичныегибриды(грексы)
- Acajou (Красное дерево) — viridis × corningiana (Luc Vincent) 1995
- Asiani — corningiana × kunstleri (Atmo Kolopaking) 1985
- Belle de Cernier — amabilis × corningiana (Luc Vincent) 1997
- Corning’s Bell — corningiana × bellina (Orchids Ltd (R-J. Quené)) 2006
- Corning’s Violet — violacea × corningiana (C. Sheviak) 1976
- Corning-Ambo — corningiana × amboinensis (Richard Y. Takase) 1984
- Double Eagle (Двуглавый орел) — corningiana × sumatrana (Irene Dobkin) 1974[8]
- Dragon’s Fire (Огонь дракона) — venosa × corningiana (Dragon Fire Orchids) 1992
- Equicorning — equestris × corningiana (Masao Kobayashi) 1996
- Martell Rot — modesta × corningiana (Martell Orchids) 1984
- Memoria Margarete Buchholz — corningiana × gigantea (Orchideenkulturen Elisabeth Bau) 1987
- Ovin Hendriyanti — sanderiana × corningiana (Atmo Kolopaking) 1982
- Seleraku — celebensis × corningiana (Atmo Kolopaking) 1989
- Sulastini — corningiana × javanica (Atmo Kolopaking) 1983
- Widodo — corningiana × fimbriata (Atmo Kolopaking) 1981